# Хорватсько-боснійська війна
Хорватсько-боснійська війна (19 червня 1992 — 23 лютого 1994) — збройне протистояння між Республікою Боснія і Герцеговина та самопроголошеною Хорватської республікою Герцег-Босна, підтриманою Хорватією.
Міжнародному трибуналу з колишньої Югославії вдалося успішно розслідувати більшість злочинів, скоєних у ході цього конфлікту, про що говорять численні обвинувальні висновки щодо хорватських політиків і військових. Хорватсько-боснійський конфлікт часто називають «війною у війні», бо вона була частиною великої Боснійської війни.
Точні статистичні дані щодо кількості жертв даного конфлікту відсутні. Документи, що знаходяться в Сараєвському архівно-дослідному центрі (босн. Istraživačko dokumentacioni centar) дають лише приблизну статистичну інформацію. Згідно з ним, на першому місці за кількістю жертв серед військових та цивільного населення в Центральній Боснії знаходяться боснійці (62 %), на другому — хорвати (24 %), на третьому — серби (13 %). Всього, за даними центру на 2007 рік, у конфлікті загинули 10 448 осіб.
Причому дані про жертви в громадах Горні-Вакуф — Ускопле і Бугойно, також географічно розташованих в Центральній Боснії, включені до іншої статистики — жертв на території Врбаської бановини. Приблизно 70-80 % жертв в Горні-Поврбасьє були боснійцями. В долині річки Неретви зі 6 717 жертв 54 % були боснійцями, 24 % — сербами, 21 % — хорватами. Незважаючи на велику кількість жертв, всі вони пов'язані з Хорватсько-боснійською війною, зокрема, а не з Боснійською війною в цілому. Так, наприклад, багато сербів було вбито в червні 1992 року в селі Чипуліч, розташованому в громаді Бугойно.

## Передісторія

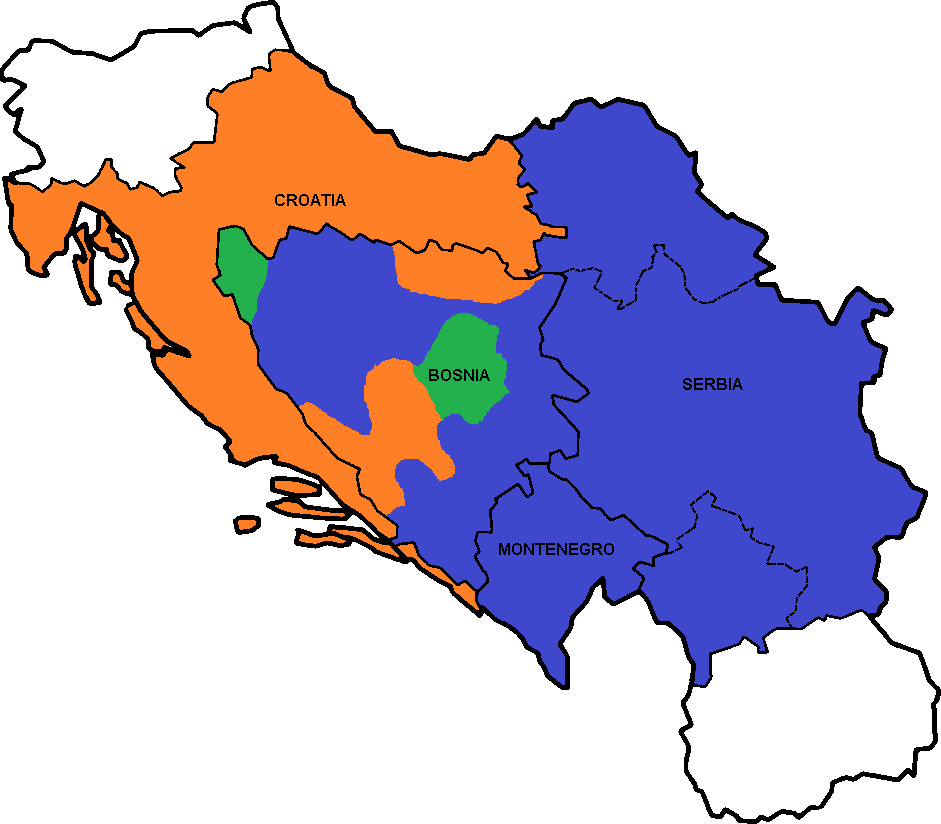
Розділ Боснії за угодою в Караджорджеві

Під час югославських воєн цілі націоналістів Хорватії підтримували також і хорватські націоналісти, що проживали в Боснії і Герцеговині. Правлячою на той момент в Хорватії партією, «Хорватською демократичною співдружністю» (хорв. «Hrvatska demokratska zajednica»), було відкрито відділення в Боснії і Герцеговині. До кінця 1991 року управління територіями з переважанням хорватського населення повністю перейшло під контроль ХДС. Ключову роль в цьому процесі грали Мате Бобан, Даріо Кордич, Ядранко Прлич, Ігнац Коштроман, а також загребські керівники ХДС в особі Франьо Туджмана та Гойко Шушака.
Після оголошення парламентом Соціалістичної Республіки Боснія і Герцеговина підготовки до проведення референдуму про відокремлення республіки від СФРЮ (відбувся 29 лютого і 1 березня 1992 року), серби, що складали третину населення республіки, почали формування паралельних органів влади в місті Баня-Лука. Сараєвський уряд перестав контролювати ситуацію і в регіоні, де, в основному, проживали хорвати. Тодішній лідер Хорватії Франьо Туджман планував приєднати цей регіон до Хорватії. За півроку до цього, у березні 1991 року, у воеводинському селі Караджорджево пройшли таємні переговори між Франьо Туджманом і президентом Сербії Слободаном Милошевичем, на яких йшла мова про можливість анексії сербських і хорватських районів Боснії і Герцеговини Сербією та Хорватією відповідно.

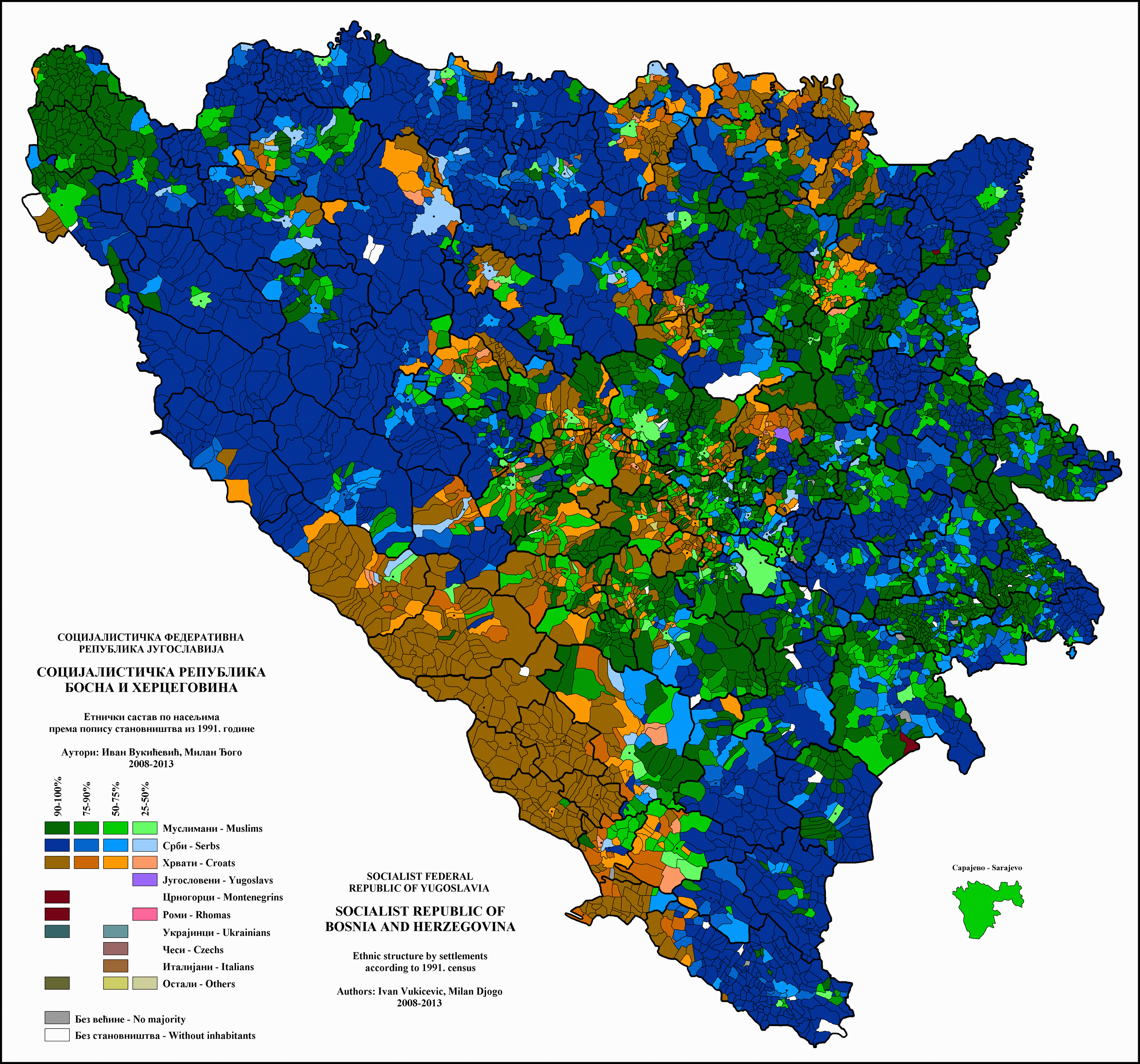
Народи Республіки Боснія і Герцеговина в 1991 році:
Серби — більше 66 %
Серби — 50—65 %
Серби — менше 50 %
Боснійці — більше 66 %
Боснійці — 50—65 %
Боснійці — менше 50 %
Хорвати — більше 66 %
Хорвати — 50—65 %
Хорвати — менше 50 %

18 листопада 1991 року в Мостарі боснійське відділення ХДС під керівництвом Мате Бобана і Даріо Кордича проголосило незалежність Хорватської республіки Герцег-Босна як окремої «політичної, культурної та територіально цілої» держави. За тиждень до цього, 12 листопада, між Бобаном і Кордичем відбулася розмова, зафіксована документально. Згодом фрагмент цієї розмови увійшов до обвинувального висновку відносно одного з командувачів Хорватської ради оборони полковника Тихомира Блашкича:

Хорвати Боснії і Герцеговини повинні нарешті провести активну і рішучу політику, що вимагається для реалізації їх багатовікової мрії — об'єднаної хорватської держави.
Оригінальний текст (хор.)
Hrvatski narod u Bosni i Hercegovini mora konačno povesti aktivnu i odlučnu politiku koja treba dovesti do realizacije [njegovog] vjekovnog sna – zajedničke hrvatske države.

10 квітня 1992 року президент Хорватської республіки Герцег-Босна Мате Бобан оголосив незаконною на території республіки будь-яку діяльність сил Боснійської територіальної оборони, створеної днем раніше. 11 травня полковник Хорватської ради оборони Тихомир Блашкич оголосив незаконною діяльність БТО на території громади Киселяк.
До червня 1992 року центр протистояння між республіканською владою і керівництвом невизнаної Герцег-Босни перемістився до Нові-Травника і Горні-Вакуфа, де силам Хорватської ради оборони чинився опір з боку БТО. 18 червня 1992 року відділенню Боснійської територіальної оборони в Нові-Травнику був пред'явлений ультиматум з боку ХСО, який вимагав протягом 24 годин закрити всі державні установи Республіки Боснії і Герцеговини, визнати владу президента Бобана, підпорядкувати місцеві відділення БТО Хорватській раді оборони, а також вислати за межі Герцег-Босна всіх боснійців. 19 червня розпочався наступ, в ході якого були пошкоджені місцеві початкова школа, поштове відділення. 20 червня відбулася атака хорватами Горні-Вакуфа, однак вона була відбита боснійцями.
Підписання 6 травня 1992 року Грацької угоди між Мате Бобаном і Радованом Караджичем про перемир'я і фактичний розподіл території, поки ще займаної боснійцями, викликав далеко не однозначну реакцію в хорватському суспільстві, як у республіці, так і за її межами. По суті, конфлікт відбувався між прихильниками двох правих партій і їх бойових крил: ХДС (бойове крило — Хорватська рада оборони) повністю підтримувала свого лідера Мате Бобана, «Хорватська партія права» (бойове крило — «Хорватські оборонні сили» (хорв. »Hrvatske obrambene snage«)) визнавала можливість союзу з боснійцями проти сербів. Командувач «Хорватськими оборонними силами» генерал-майор Блаж Кралевич навіть встиг отримати пропозицію від Алії Ізетбеговича увійти до Генерального штабу Армії Республіки Боснія і Герцеговина. Проте вже через тиждень, 9 серпня 1992 року кортеж, в якому знаходився Кралевич, розстріляли 20 солдати Хорватської ради оборони на дорозі в районі села Крушево південніше Мостара. Після вбивства командира, «Хорватські оборонні сили» (серед бійців яких були як хорвати, так і боснійці) припинили своє існування.

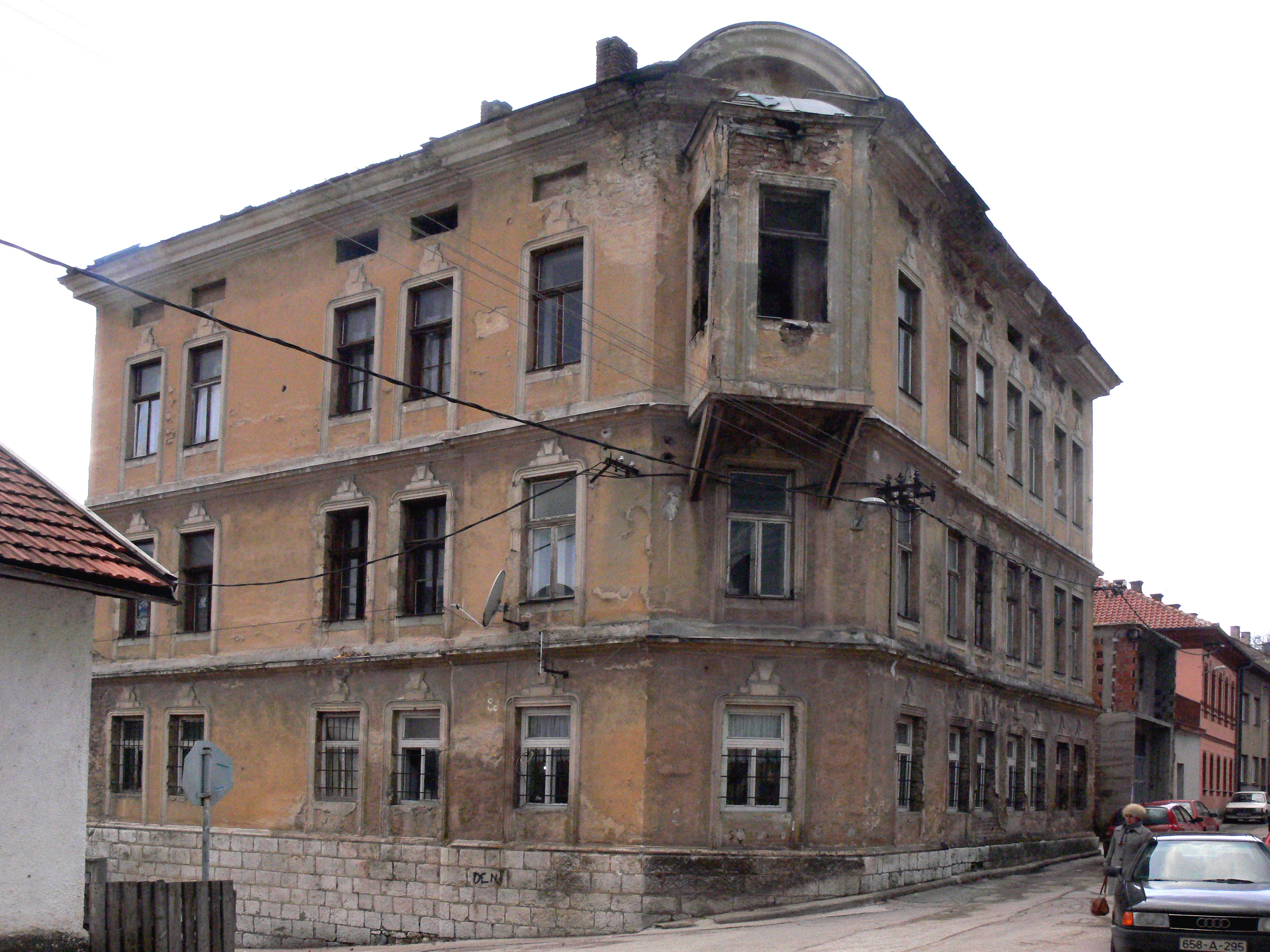
Нереконструйований будинок у Травнику

У жовтні 1992 року хорвати атакували Прозор: місцеві боснійські мирні жителі були вбиті, а їхні будинки спалені. Згідно з обвинувальним висновком міжнародного трибуналу щодо Ядранко Прлича, одного з керівників Герцег-Босна, сили ХСО очистили від боснійців не тільки Прозор, але й прилеглі села. До грудня 1992 року більша частина Центральної Боснії була в руках хорватів, які взяли під контроль громади в долині річки Лашвыи. Серйозний опір хорватам чинили боснійці лише в Новому Травнику і селі Ахмичі.

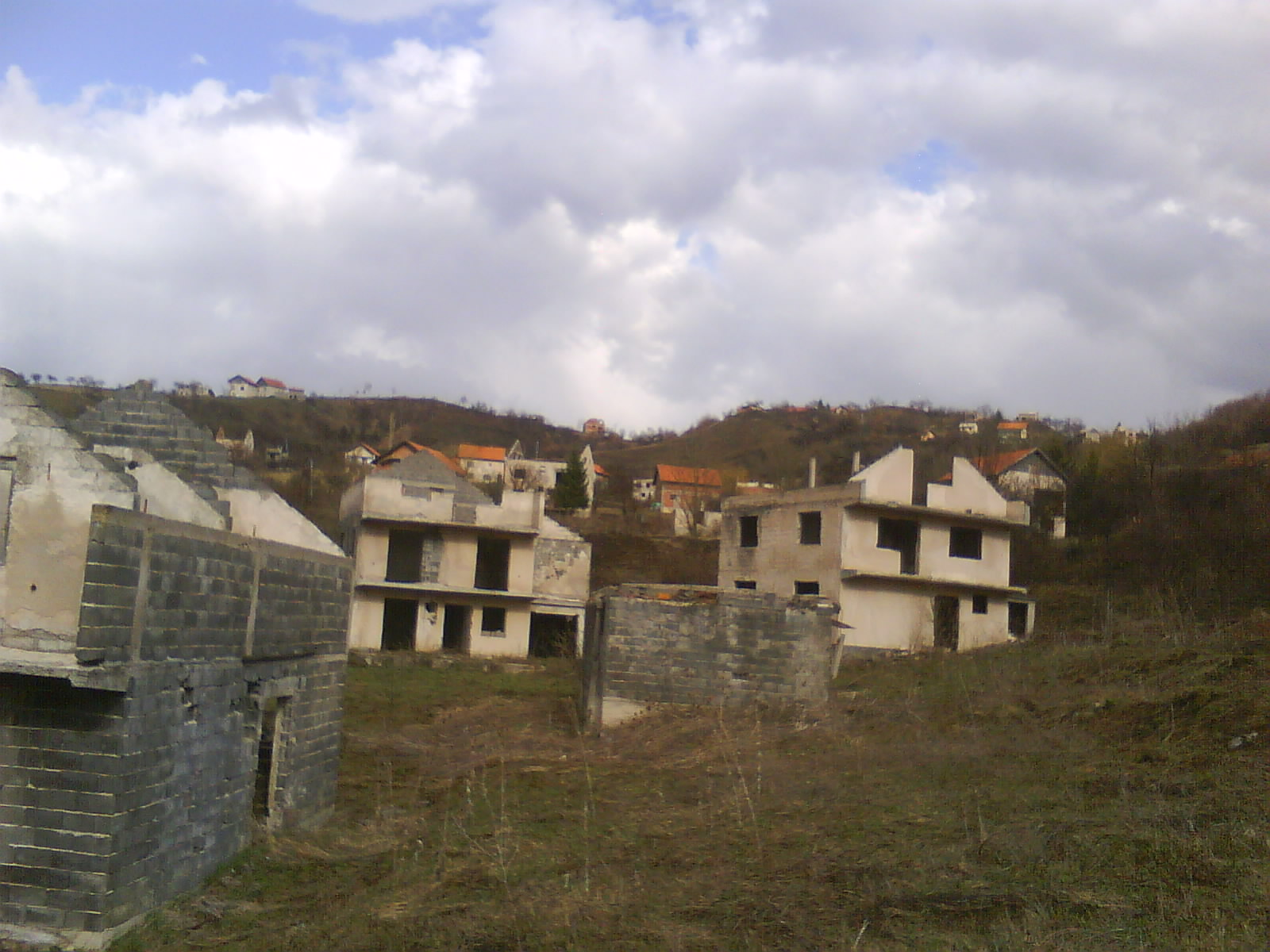
Село Граховчичі, в громаді Травник

В обвинувальному висновку МТКЮ щодо Кордича і командувача бригадою ХСО Маріо Черкеза говориться, що всі зібрані докази явно вказують на переслідування боснійських мирних жителів зайнятих силами Хорватської ради оборони у громадах Бусовача, Нові-Травник, Вареш, Кіселяк, Витез, Крешево і Жепче. Однакова в усіх випадках схема розвитку подій показує запланованість кампанії проти боснійців у розрахунку на відділення Хорватської республіки Герцег-Босна від Республіки Боснія і Герцеговина з подальшим її приєднанням до Хорватії.
До 1993 року Хорватська рада оборони і армія Республіки Боснія і Герцеговина проводили спільні операції проти Армії Республіки Сербської. Незважаючи на початок збройного протистояння і викрадення боснійцями начальника військової поліції ХСО у Зениці Живко Тотича, ХСО і Армія Республіки Боснія і Герцеговина продовжували спільно утримувати Бихацьку кишеню на північному заході Боснії і Боснійську Посавину (північ країни).

## Коротка хронологія

### Обстріл Горні-Вакуфа
У січні 1993 року хорвати атакували Горні-Вакуф для з'єднання Герцеговини з Центральною Боснією. Розташоване на перетині доріг Центральної Боснії на південь від долини річки Лашви, місто має стратегічне значення, бо знаходиться за 48 кілометрів від Нови-Травника, що складає годину їзди автомобілем від Витеза. Оволодіння містом дозволяло зв'язати між собою дві частини самопроголошеної Герцег-Босна — долину річки Лашви і Герцеговину. Хорватська обстріл перетворив на руїни більшу частину османської архітектури міста.
10 січня 1993 року командувач силами ХСО у районі Лука Шекерія направив секретний запит Даріо Кордичу і полковнику Тихомиру Блашкичу (пізніше звинуваченими міжнародним трибуналом у військових злочинах, злочинах проти людяності і в етнічних чистках) видати його підлеглим заряди для мінометів на військовому заводі у Витезі. Обстріл почався вночі 11 січня після того, як за допомогою заздалегідь закладеного вибухового пристрою було підірвано штаб Армії Республіки Боснія і Герцеговина в Горні-Вакуфі, що розташовувався в місцевому готелі.
Під час переговорів про перемир'я в штабі британських миротворців UNPROFOR у Горні-Вакуфі полковник Андрич, представляв ХСО, зажадав від боснійців негайного припинення вогню і здачі міста, погрожуючи в іншому випадку, вщент зруйнувати Горні-Вакуф. Через те, що армія Республіки Боснія і Герцеговина вимог не прийняла, мінометний обстріл продовжився. Паралельно з ним відбувалася різанина боснійських мирних жителів у прилеглих до міста селах: Бистріце, Узрічьє, Душі, Здримчах і Храсниці. Весь цей час (протягом 7 місяців) долина річки Лашви була оточена силами Армії Хорватії та Хорватської ради оборони. Крім мінометів використовувалися танки і снайперські підрозділи. Хорватська сторона пояснювала подібні дії наявною інформацією про скупчення в долині Лашви моджахедів, проте командувач батальйоном британських миротворців UNPROFOR стверджував, що ні він, ні його солдати нікого з моджахедів в районі Горні-Вакуфа не бачили. В результаті обстрілів і нападів в долині Лашви були вбиті і поранені сотні людей, головним чином, з числа боснійського мирного населення.

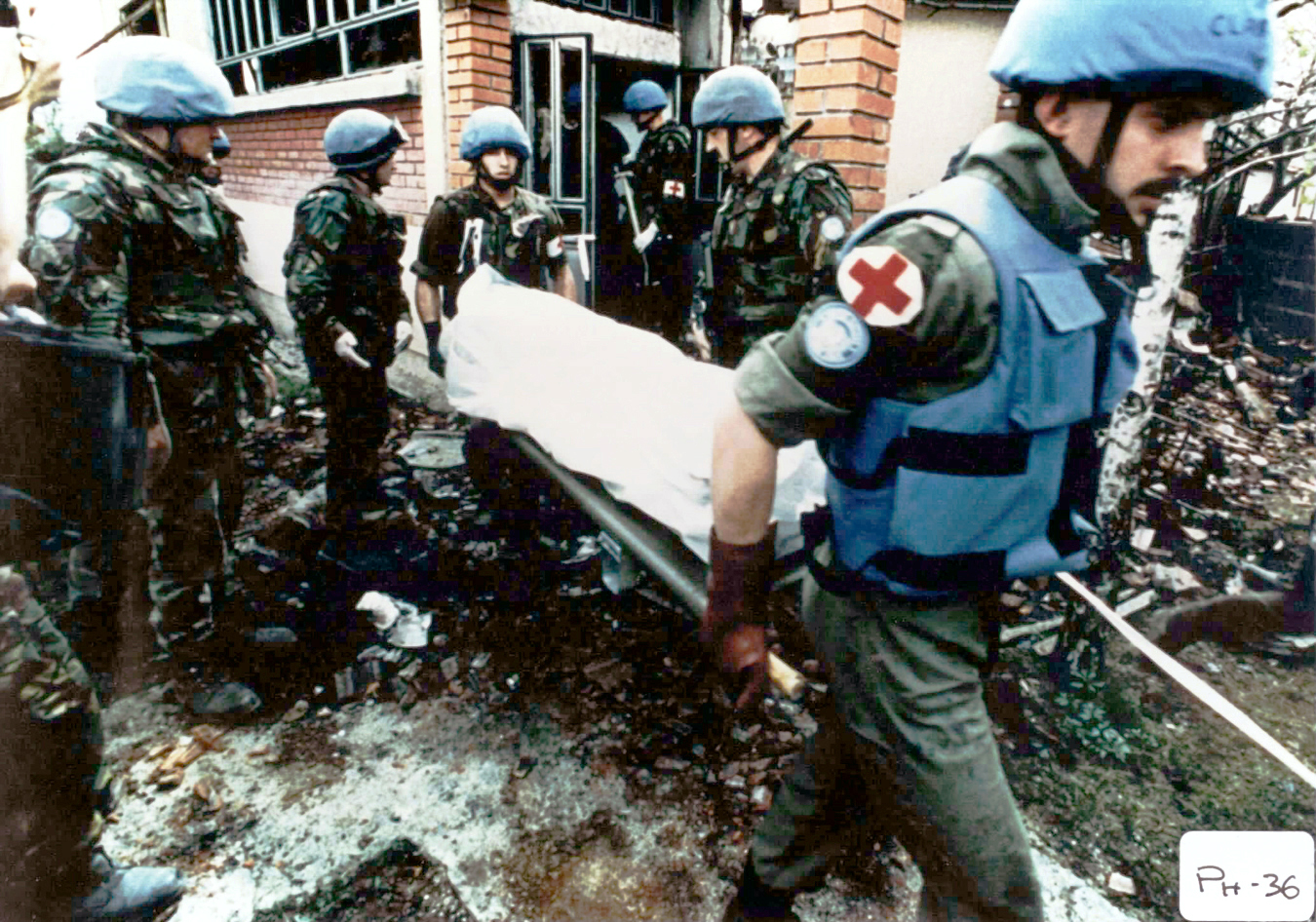
Солдати UNPROFOR виносять тіла вбитих боснійців в селі Ахмичі

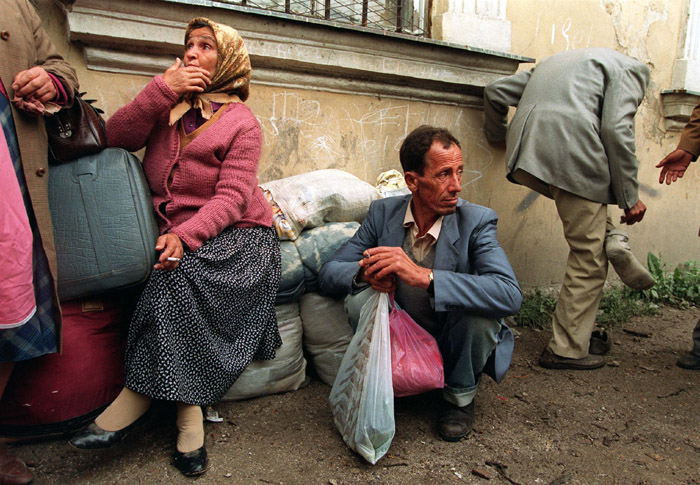
Боснійські біженці в Травнику в 1993 році

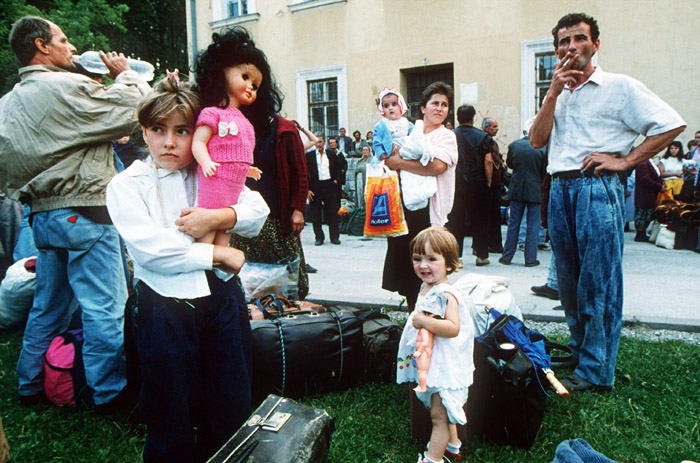
Боснійські біженці в Травнику в 1993 році

20 січня 1993 року хорватами був висунутий ультиматум про здачу боснійської частині міста Бусовачи. Після відмови боснійців, 25 січня розпочався наступ, підтримуваний артилерією з навколишніх пагорбів. У гучномовець пропонували боснійцям здаватися. Поліцейський звіт показує, що в січні і лютому 1993 року в Бусовачи було вбито 43 людини. Решта 90 боснійців були оточені в районі міської площі. Жінкам і дітям (близько 20) було дозволено вийти з оточення, чоловіки (70 осіб), деяким з яких було від 14 до 16 років, були вивезені на автобусах в концтабір «Каонік».

### Етнічні чистки в долині Лашви
План етнічних чисток в долині річки Лашви розроблявся політичним і військовим керівництвом Герцег-Босна з травня 1992 по березень 1993 року, і почав реалізовуватися у квітні 1993 року. Боснійці, що мешкали в Долині, були піддані переслідуванням з політичних, расових і релігійних мотивів, а також умисного упередженого ставлення, вбивств, зґвалтувань, ув'язнення в концентраційних таборів, позбавлення приватної власності. Часто це супроводжувалося анти-боснійською пропагандою, особливо в громадах Витез, Бусовача, Нові-Травник і Кіселяк. Кульмінаційним моментом чисток стала різанина в селі Ахмичі, в ході якої всього за кілька годин було вбито 120 боснійців.
Міжнародний трибунал з колишньої Югославії визнав ці події злочинами проти людяності і засудив багатьох політичних і військових керівників, а також деяких солдатів до різних термінів тюремного ув'язнення. Найбільше покарання, 25 років позбавлення волі, отримав керівник Хорватського ради оборони Даріо Кордич, визнаний розробником плану етнічних чисток. Згідно з даними Сараєвського архівно-дослідного центру, близько 2 000 боснійців, що раніше проживали в долині Лашви, були вбиті або зникли безвісти.

### Бойові дії в Герцеговині
Сили Герцег-Босна взяли під свій контроль багато громад у Герцеговині, виганяючи або фізично ліквідуючи місцевих боснійських лідерів. Також під контроль були взяті ЗМІ, в яких була розгорнута анти-боснійська пропаганда. Повсюдно вводилися хорватська валюта і державні символи, навчання в школах почало проводитися виключно хорватською мовою. Багато боснійців і сербів було витіснено з органів місцевого самоврядування, бізнесу. До розподілу міжнародної гуманітарної допомоги допускалися тільки хорвати. Також проводилась депортація сербів і боснійців у концентраційні табори «Геліодром», «Дретель», «Габела», «Войно» і «Шуньє».
Згідно з обвинувальним висновком міжнародного трибуналу щодо командирів ХСО Младена Налетилича «Тути» і Вінко Мартиновича «Штели», вранці 17 квітня 1993 року хорвати атакували села Совичі і Доляни за 50 кілометрів від Мостара. Атака була частиною масштабної операції із захоплення Ябланіци, основного боснійського міста в цьому районі, що почалася 15 квітня. За прогнозами хорватського командування, на взяття Ябланіци мало піти 2 дні. Контроль над Совичами мав стратегічне значення для взяття Ябланіци. Для боснійців ж Ябланіца була ключем до плато Рісовац, оволодіння яким давало перевагу при просуванні до Адріатичного узбережжя. Хорватської артилерією була зруйнована верхня частина Совичів. Після декількох спроб опору, близько 17:00 командувач боснійських сил в Совичах вирішив здатися. У полон було взято близько 70 солдатів, близько 400 боснійських мирних жителів були затримані. Наступ на Ябланіцу було зупинено у зв'язку з початком переговорів про припинення вогню.

### Облога Мостара

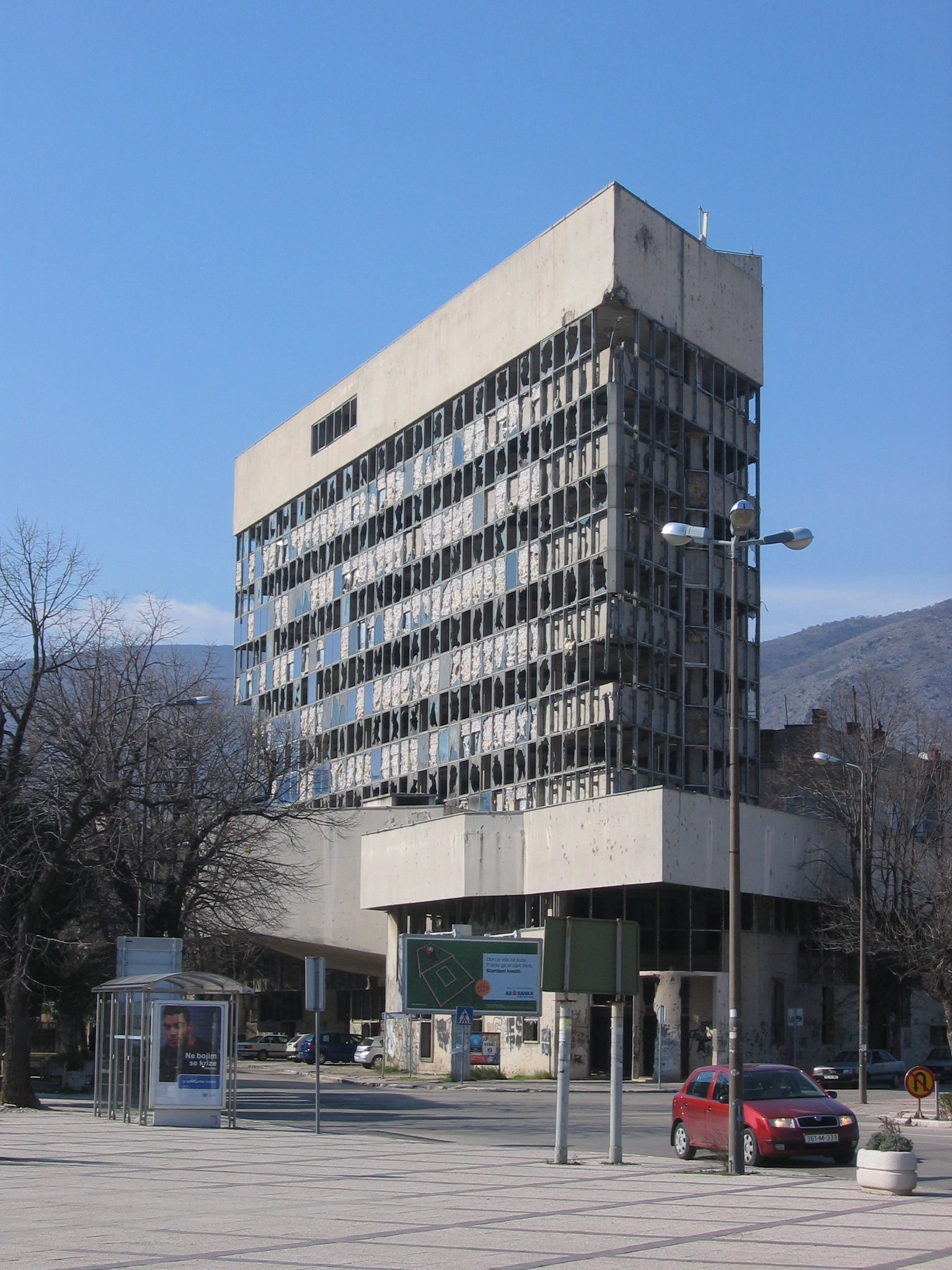
Зруйнована будівля банку в Мостарі

Мостар був оточений хорватськими військами протягом 9 місяців, велика частина історичних споруд, включаючи знаменитий Старий міст, була знищена артилерією. Командувач силами ХСО у районі Мостара генерал Слободан Праляк був звинувачений МТКЮ, крім іншого, у віддачі наказу на руйнування мосту, який мав велику історичну цінність (у 2005 році відновлений Старий міст був включений до списку Всесвітньої спадщини ЮНЕСКО).

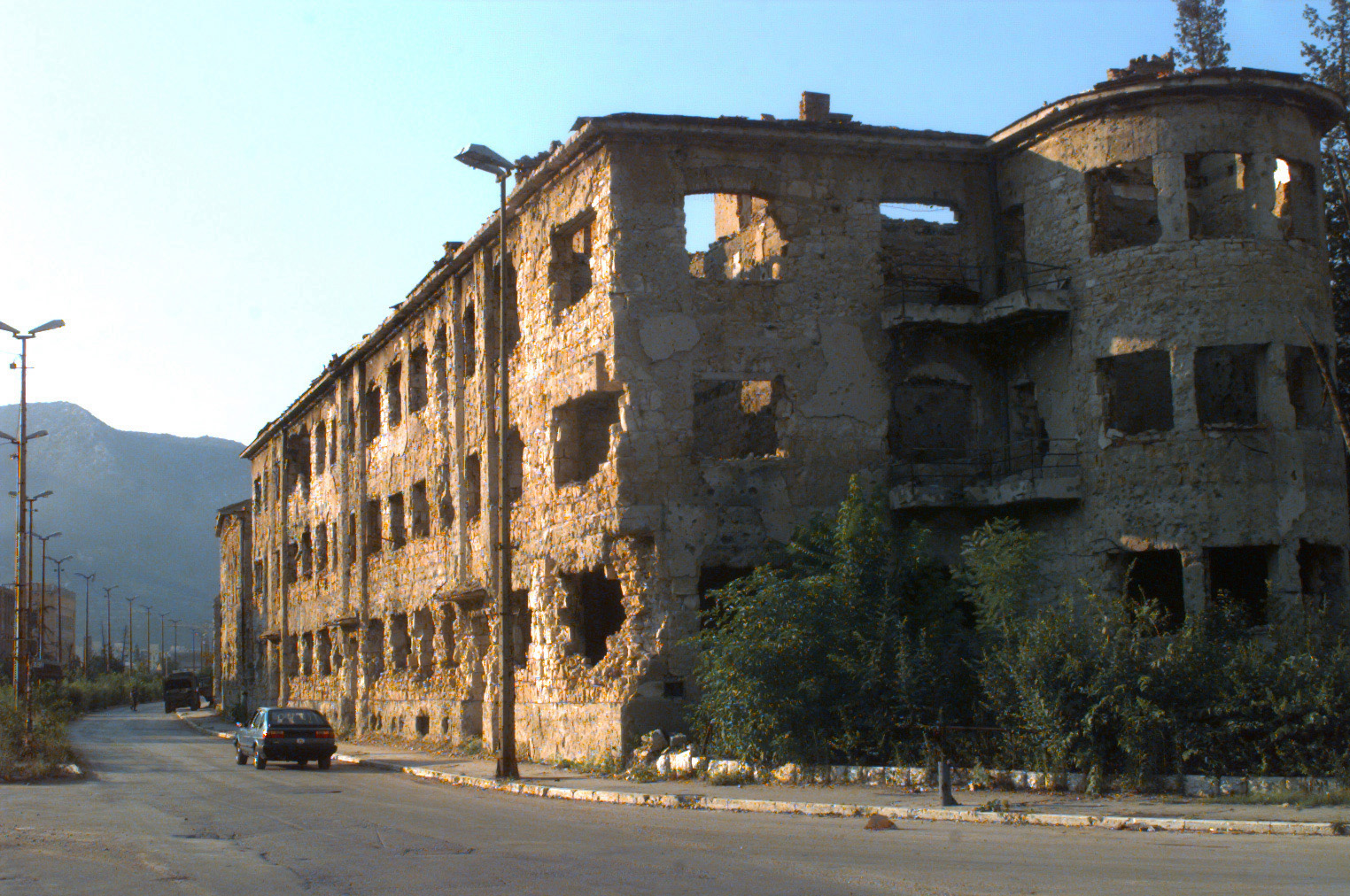
Західний Мостар у 1996 році

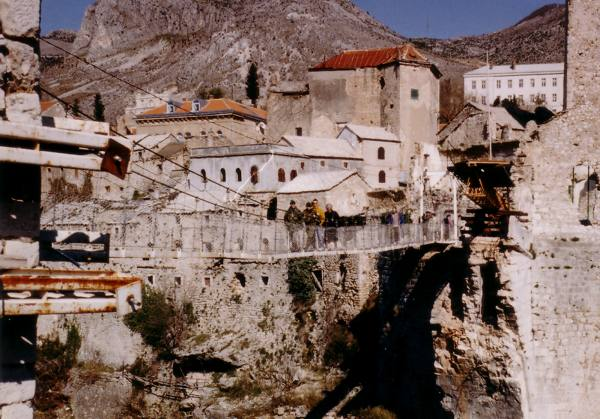
Старий міст у 1998 році

Місто було поділено на дві частини — західну (хорватську) і східну (боснійську). Однак у Армії Республіки Боснія і Герцеговина був штаб і в Західному Мостарі, в комплексі «Враніца». Вранці 9 травня 1993 року, використовуючи артилерію, міномети та інше важке озброєння, з'єднання Хорватської ради оборони почали наступ на боснійську частину. Всі дороги до Мостара були оточені хорватами і міжнародні організації не мали доступу до міста. По місцевому радіо боснійцям пропонувалося вивісити білі прапори над своїми будинками. Наступ на Мостар було сплановано і добре підготовлено.
Зайнявши західну (хорватську) частину міста, ХСО вигнав близько 1 000 боснійців до східної частини. Вигнання супроводжувалося вбивствами і зґвалтуваннями. Оточений Східний Мостар піддавався постійному артилерійському обстрілу. Пізніше, 9 листопада 1993 року був знищений Старий міст — єдиний на той момент міст через Неретву (інші — Царинський, Титов і Луцький — були зруйновані ще Югославською народною армією, яка покинула місто незадовго до настання хорватів). Втратами від дій Хорватської ради оборони стали кілька тисяч убитих і поранених.

### Захоплення «Конвою радості»
«Конвой радості» (англ. Convoy of Joy) складався з кількох сотень вантажівок загальною довжиною 7 кілометрів з гуманітарною допомогою від Європейського Союзу жителям Тузли та навколишніх сіл. 7 червня 1993 року представники ЄС, що супроводжували конвой, звернулися до штабу Місії спостереження Європейського співтовариства (англ. ECMM) у Зениці з побоюваннями за збереження конвою, який досяг до того моменту Травника і Витеза. Побоювання були викликані погрозами з боку Мате Бобана, з яким представники ЄС зустрічалися напередодні. ECMM було вирішено контролювати конвой. На під'їзді до Нови-Транику, в селі Ранковичі дорогу конвою перегородив натовп хорватських жінок. Згодом вісім водіїв застрелили, а вантажівки відігнали на спеціальну стоянку, де їх розграбували солдати і цивільні особи. Для звільнення конвою британському батальйону UNPROFOR довелося вступити в сутичку з силами Хорватської ради оборони, в результаті якої двоє солдатів ХСО були вбиті. МТКЮ встановив, що захоплення конвою проводився людьми, які підпорядковувалися Даріо Кордичу і полковнику Тихомиру Блашкичу.

### Контрнаступ боснійців у червні 1993 року

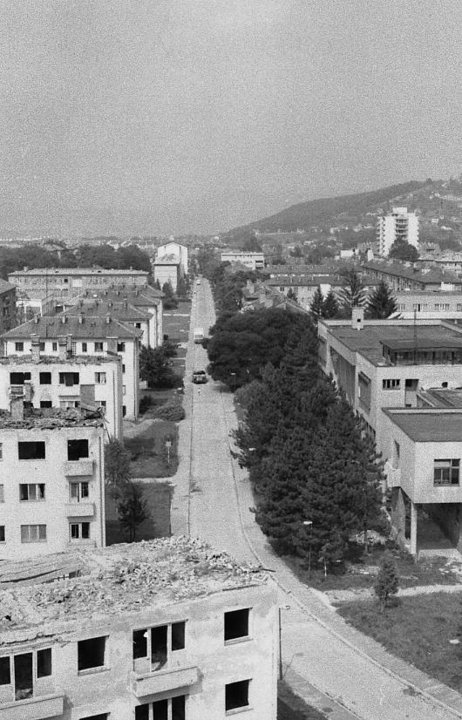
Нові-Травник під час Боснійської війни

У червні 1993 року основні бойові дії відбувалися в Центральній Боснії. Армія Республіки Боснія і Герцеговина атакувала позиції ХСО у Травнику в перший тиждень червня. До 13 червня боснійці зайняли як сам Травник, так і прилеглі до нього села. Деякі свідки стверджували, що це призвело до втечі близько 20 000 хорватських мирних жителів і руйнувань. Однак, згідно з дослідженнями ECMM, ці дані сильно перебільшені. Так, наприклад, перевіряючи інформацію про знищення католицької церкви і вигнання декількох тисяч хорватів у результаті заняття 8 червня села Гуча-Гора, представникам ECMM стало відомо, що католицька церква незруйнована. Також було встановлено, що відхід мирного населення був організований ХСО. Заняття Травника стало першим випадком в Хорватсько-боснійському конфлікті в Центральній Боснії, коли боснійській армії вдалося взяти ініціативу в свої руки. У Горні-Вакуфе, Витезе і Мостарі боснійці лише продовжували оборонятися.
У відповідь на контратаку, 9 червня 1993 року ХСО (в цей раз спільно з сербами) почав наступ на позиції боснійців у громаді Нові-Травник. 12 червня хорвати атакували село Туліца в громаді Кіселяк: після артобстрілу, що почалося о 10:00, село було практично повністю зруйновано. В результаті загинули близько 12 чоловіків і жінок. Чоловіки, що вижили, були посаджені у вантажівку і вивезені в хорватські казарми в Киселякі. Вцілілі будинки були підпалені солдатами ХСО.
Слідом за заняттям Туліци було атаковано сусіднє село Хан-Плоча-і-Граховци: після закінчення терміну ультиматуму до боснійців про складання зброї, силами Хорватської ради оборони та Армії Республіки Сербської був проведений артобстріл, який призвів до руйнування села. Увійшовши в село, солдати ХСО поставили до стіни одного з будинків і розстріляли 3 боснійських чоловіків. В казарми ХСО у Киселякі на цей раз були відвезені місцеві жінки і діти. Всього в ході захоплення Хан-Плоча-і-Граховцев загинули 64 людини, включаючи жінок і дітей. Слідством було встановлено, що події 12-13 червня були заздалегідь сплановані і підготовлені.

### Операція «Неретва 93»
Для розблокування Мостара і повернення під республіканський контроль районів Герцеговини, включених до самопроголошеної Герцег-Босни, у вересні 1993 року Армія Республіки Боснія і Герцеговина почала операцію, відому як «Неретва 93». Операція була зупинена владою Боснії і Герцеговини після того, як з фронту надійшли повідомлення про різанину мирного населення села Грабовиця та важкі бої за село Уздол, що призвели до великих втрат з обох сторін. Після цього війська Хорватської республіки Герцег-Босна почали операцію «Твігі 94».

### Закінчення конфлікту

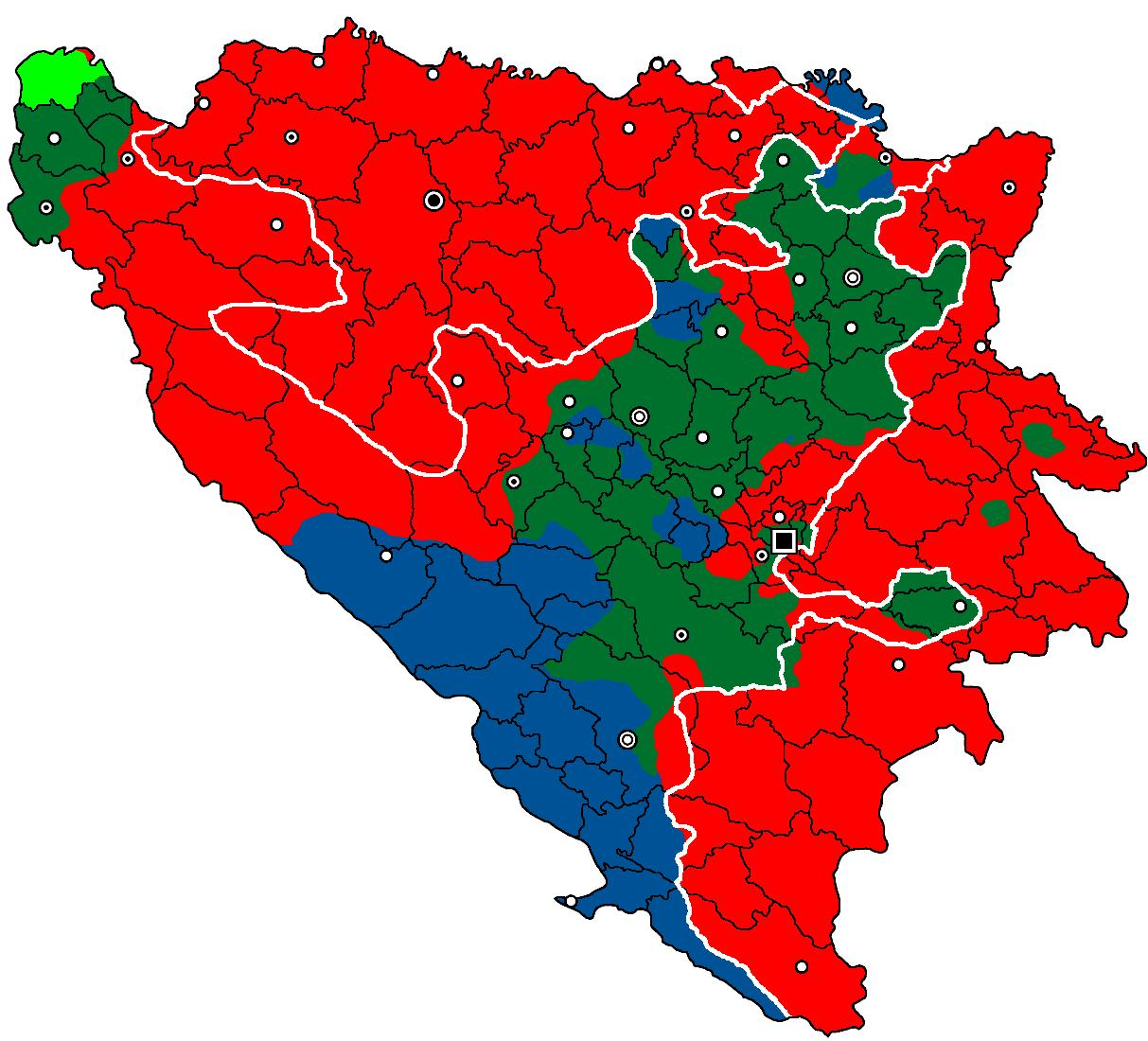
Лінія фронту після укладення Вашингтонської угоди в березні 1994 року:
Хорвати
Боснійці
Серби

Хорватсько-боснійський конфлікт офіційно закінчився 23 лютого 1994 року підписанням у Загребі угоди про припинення вогню командувачем Хорватською радою оборони генералом Анте Росо, з одного боку, і командувачем Армією Республіки Боснія і Герцеговина генералом Расімом Деличем — з другого. У березні 1994 року домовленості були закріплені на більш високому рівні: згідно з підписаною прем'єр-міністром Республіки Боснія і Герцеговина Харісом Сілайджичем, міністром закордонних справ Хорватії Мате Граничем і президентом Герцег-Босна Крешимиром Зубаком Вашингтонською угодою, території, утримувані хорватськими і боснійськими військовими формуваннями, об'єднувались у Федерацію Боснії і Герцеговини, яка складалася із 10 автономних округів. На початку хорватсько-боснійського конфлікту ХСО контролювала більш ніж 20 % території Республіки Боснія і Герцеговина, проте до березня 1994 року під контролем ХСО залишилося лише близько 10 %.
Конфлікт призвів до появи великої кількості етнічних анклавів і подальшого кровопролиття в і без того зруйнованій війною Боснії. Особливо руйнівним він виявився для міст Мостар і Горні-Вакуф.
До багатьох хорватських військових і політичних керівників (Ядранко Прлича, Бруно Стоїча, Слободана Праляка, Мілівоя Петковича, Валентина Чорича і Берислава Пушича) Міжнародний трибунал щодо колишньої Югославії висунув звинувачення у злочинах проти людяності і порушенні Женевських конвенцій. Керівник Хорватської ради оборони Даріо Кордич був визнаний винним у злочинах проти людяності і організації етнічних чисток та засуджений на 25 років позбавлення волі. Стосовно начальника Генерального штабу Армії Республіки Боснія і Герцеговина генерала Сефера Халіловича МТКЮ також були висунуті звинувачення в порушенні правил ведення війни, допущених в ході операції «Неретва 93», однак у результаті він був визнаний невинним.